# قهوة يزدي
قهوة يزدية (بالفارسية: قهوه یزدی)، وتُعرف أيضاً باسم «قهوه التعبد» (قهوة روضه‌ای) أو «قهوة الحداد» (قهوه عزاداری) في يزد، إيران، هي قهوة تقليدية ترتبط بمراسم العزاء، لا سيما خلال شهر محرم. وتشير الأدلة التاريخية إلى أن هذه القهوة تُحضّر وتُقدَّم للمعزين في يزد منذ عهد الدولة القاجارية.

## الخلفية التاريخية
في الوطن العربي، كانت القهوة تُحمّص عادةً مع التوابل مثل زنجبيل، قرفة، وحب الهال وتُشرب بدون سكر. أما في إيران، فقد طوّرت كل منطقة أسلوبها الخاص وفقًا للأذواق المحلية.
وفقًا لما ورد في الموسوعة الإيرانية، فإن أول إشارة موثقة للقهوة في إيران ظهرت في كتابات عماد الدين محمود بن مسعود الشيرازي ‏، وهو طبيب فارسي، عام 1537م. كما تشير سجلات الدولة العثمانية إلى أن القهوة دخلت الإمبراطورية في نفس الفترة تقريبًا، مما يدل على أن إدخالها إلى إيران قد حدث في ذات الزمن تقريبًا.
لطالما كان تقديم القهوة في مراسم العزاء والجنائز من العادات السائدة في الشرق الأوسط. وفي إيران، أصبحت تُعرف باسم «قهوة ترحيم» (قهوه ترحیم؛ وتعني حرفيًا قهوة العزاء)، وكانت شبيهة بالقهوة التركية لكنها كانت تُنكّه بـماء ورد وسكر نبات. وطُورت القهوة اليزدية على مدى قرون لتتناسب مع الأذواق المحلية، مما جعلها نوعًا مميزًا ضمن هذا التقليد.

### التأثير الزرادشتي
يقترح الباحث سيد محمود نجفيان أن عادة تقديم القهوة في مراسم العزاء في يزد قد تكون ذات أصول زرادشتية. ويشير إلى أن مصطلح «پُرسه» (پرسه)، ويعني التجمع الجنائزي، انتقل من التقاليد الزرادشتية إلى تقاليد العزاء الإسلامية في يزد. وبالمثل، من الممكن أن تكون تقاليد تقديم القهوة قد اقتُبست من الطقوس الزرادشتية.
تُنسب القهوة اليزدية في الروايات الشفوية إلى السلالة الصفوية، لكن أقدم توثيق مكتوب لها يعود إلى عام 1832م، في وثيقة وقف منزل إمام حسيني في يزد. ولا يزال هذا المنزل يقدم القهوة اليزدية حتى اليوم، محافظًا على طرق التحضير التقليدية التي ترسخت منذ أكثر من قرنين.

### الأهمية الثقافية والدينية
في يزد المعاصرة، تُقدم القهوة اليزدية في مختلف التكايا والحسينيات خلال شهر محرم. لكن التحضير في منزل إمام حسيني يُعتبر الأكثر أصالة، إذ لم يتغير منذ قرنين من الزمان. تقليديًا، يتم توزيع القهوة من قِبل خادم متوضئ، وغالبًا ما يكون مصحوبًا بـيزد.

### الاعتراف بها تراثًا ثقافيًا غير مادي
في يوليو 2019، تم تسجيل القهوة اليزدية رسميًا ضمن قائمة التراث الثقافي غير المادي الوطني في إيران. وقد اتُّخذ القرار خلال المؤتمر الوطني للتراث الثقافي غير المادي في أردبيل، حيث سُجّلت القهوة اليزدية تحت رقم التسجيل 1893.

## التحضير
تتبع الطريقة التقليدية لتحضير قهوة يزدي عملية دقيقة تم الحفاظ عليها عبر الأجيال في بيت الإمام الحسيني:
1. تُطحن حبوب القهوة باستخدام حجر الرحى وتُحمّص.
2. تُذاب القهوة المطحونة في الماء داخل قدر نحاسي كبير وتُغلى بقوة.
3. تُترك المزيج ليغلي على نار هادئة مدة تتراوح بين 4 إلى 6 ساعات، مع التحريك المستمر لمنع الفوران.
4. بعد اكتمال الغلي، توضع جمرة مشتعلة في القهوة، ثم تُصفّى بواسطة قماش حريري لإزالة الشوائب.
5. يُضاف السكر النباتي، وتستمر القهوة بالغلي حتى تصل إلى القوام المطلوب.
6. قبل التقديم مباشرة، يُضاف ماء ورد والهال المطحون لتعزيز النكهة والرائحة.
7. تُقدَّم القهوة تقليديًا في فناجين صغيرة، شبيهة بفناجين القهوة التركية، وغالبًا ما تُرافقها كيك يزدي.